# Systemin

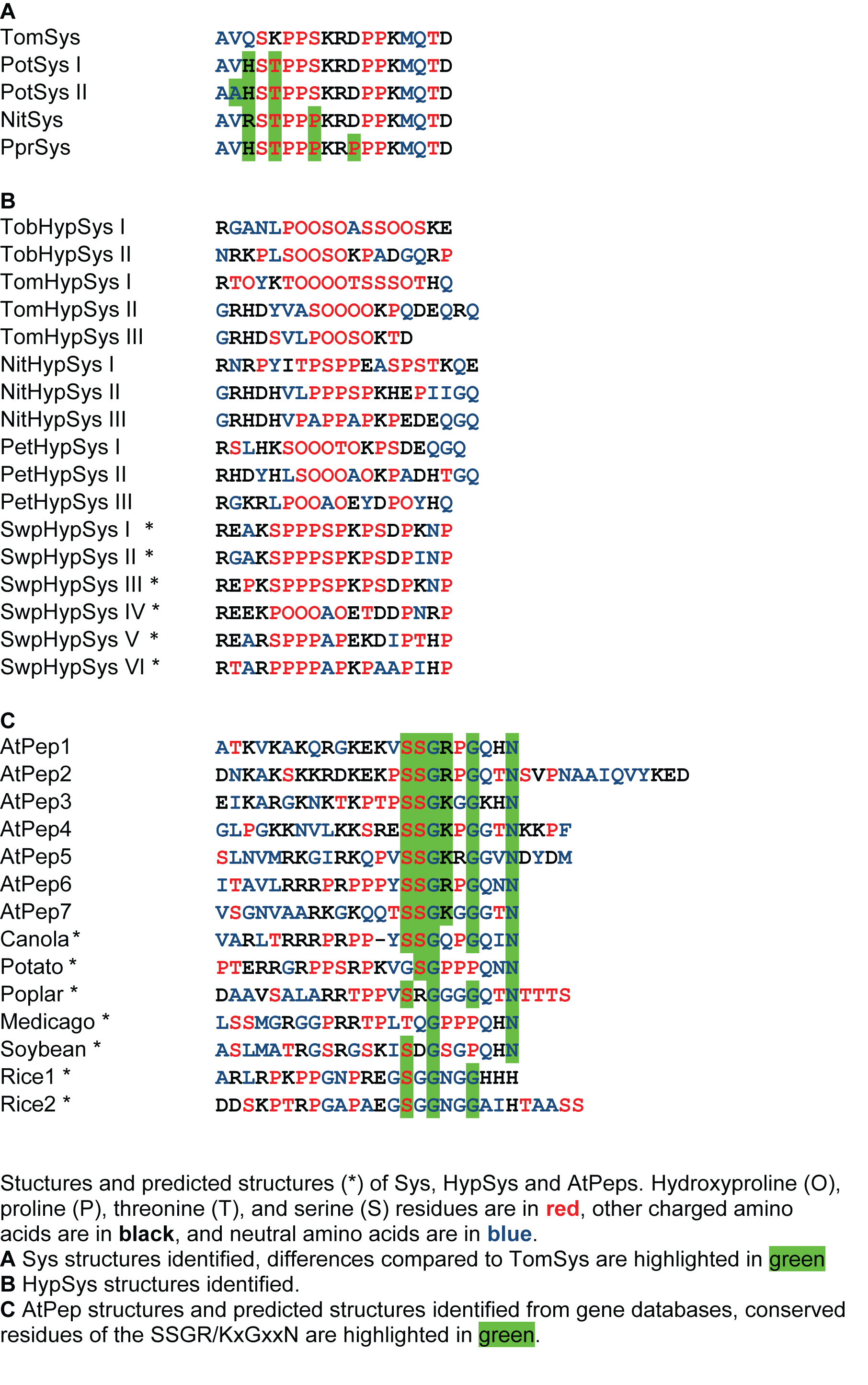
Cấu trúc, và cấu trúc dự đoán của systemin, HypSy và AtPep

Systemin là một nội tiết tố peptit ở thực vật được phát triển trong quá trình phản ứng với vết thương ở họ Cà. Đây là nội tiết tố ở thực vật đầu tiên được chứng minh là một peptit bằng việc tách khỏi lá cà chua vào năm 1991 bởi một nhóm dẫn đầu bởi Clarence A. Ryan. Kể từ đó, nhiều peptit khác với các chức năng tương tự đã được nhận diện ở cà chua và các loài khác ngoài họ Cà.
Các glycopeptit giàu hydroxyprolin được tìm thấy ở cây thuốc lá vào năm 2001 và các peptit thuộc phân tử ngoài của cây Arabidopsis thaliana (viết tắt: AtPEP) được tìm thấy vào năm 2006. Các chất tiền thân của chúng được phát hiện ở cả trong tế bào chất và vách tế bào thực vật; trước khi bị côn trùng phá hoại, các chất này được tiết ra để sản xuất một hoặc một vài peptit hoàn thiện hơn. Thụ thể của systemin ban đầu được xem xét là giống với thụ thể brassinolide nhưng hiện nay các nhà khoa học chưa chắc chắn về nó. Quá trình truyền tín hiệu xảy ra sau khi các peptit buộc vào nhau cũng tương tự với phản ứng bảo vệ cơ thể khi bị viêm thông qua cytokine ở động vật. Các thí nghiệm ban đầu cho thấy rằng systemin đi vòng quanh cây đã bị côn trùng đã tàn phá, kích hoạt sự kháng cự được lấy về có tính hệ thống; giờ đây các nhà khoa học cho rằng systemin làm tăng cường sự sản sinh acid jasmonic, cho kết quả tương tự. Chức năng chính của systemin là giúp phối hợp các phản ứng phòng vệ chống lại các loài côn trùng ăn cỏ nhưng chúng cũng làm ảnh hưởng đến sự phát triển của thực vật. Systemin gây ra sự sản sinh chất ức chế protease - các chất bảo vệ cây khỏi các loài côn trùng ăn cỏ, các peptit khác kích hoạt các defensin và điều chỉnh sự phát triển ở rễ. Systemin cũng cho thấy khả năng ảnh hưởng đến các phản ứng của cây đối với việc chịu mặn và sự phóng xạ tia UV. Các AtPEP thể hiện khả năng chống lại các oomycete và cho phép loài A. thaliana phân biệt các tác nhân gây bệnh khác nhau. Ở loài Nicotiana attenuata, một trong số các peptit trên đã dừng việc can thiệp vào vai trò che chắn và thay vào đó can thiệp đến hình thái của hoa.

## Quá trình phát hiện và cấu trúc
Vào năm 1991 một nhóm nghiên cứu do Clarence A. Ryan dẫn đầu tách một polypeptit gồm 18 amino acid từ những lá cà chua gây ra sự sản sinh protein gây ức chế protease (còn gọi là PI) trong quá trình phản ứng với vết thương. Các thí nghiệm sử dụng các dạng polypeptit được dán nhãn đồng vị phóng xạ tổng hợp cho thấy rằng chúng có thể di chuyển một cách có hệ thống qua cây và cho sản sinh PI ở những lá bị hư. Bởi vì bản chất hệ thống của tín hiệu đau đớn, các dạng polypeptit này được gọi là systemin - dạng polypeptit đầu tiên hoạt động giống như hóc-môn cho cây. Việc mã hóa ARN thông tin cho systemin được phát hiện ở tất cả các mô trong cây, trừ rễ. Những nghiên cứu sau này phát hiện sự tương đồng của systemin ở cà chua với các chi khác của họ Cà như khoai tây, cà đen hay ớt chuông. Systemin hiện mới chỉ được phát hiện ở chi Cà, nhưng các thành viên khác cùng họ, chẳng hạn như cây thuốc lá, cũng phản ứng với vết thương bằng cách sản sinh ra các chất ức chế protease một cách có hệ thống.

### Các peptit tương tự
Trong một thí nghiệm thực hiện năm 2001, các glycopeptit giàu hydroxyprolin được tách khỏi cây thuốc lá; những glycopeptit này đã kích hoạt sự sản sinh những chất ức chế protease theo cách giống với systemin ở cà chua. Mặc dù chúng không liên quan tới systemin về mặt cấu trúc, chức năng của cả hai đều giống nhau ở việc đều được gọi là systemin giàu hydroxyprolin (HypSy). Sau phát hiện này, các peptit HypSy được tìm thấy ở cà chua, dạ yến thảo và cà đen. Đến năm 2007, HypSy được tìm thấy ở củ khoai tây ngọt không thuộc họ Cà (Ipomoea batatas); việc phân tích cấu trúc cũng giúp phát hiện các HypSy tương tự ở cây bạch dương (Populus trichocarpa) và cà phê (Coffea canephora). Systemin được giữ nguyên trạng thái ở các loài khác nhau, trong khi HypSy đa dạng hơn nhưng đều có một vùng tập trung nhiều prolin hoặc hydroxyprolin.
Tiếp đó vào năm 2006, AtPEP1, một polypeptit gồm 23 amino acid được tách khỏi Arabidopsis thaliana, được tìm thấy với mục đích kích hoạt các thành phần của hệ miễn dịch tự nhiên. Không giống HypSy, AtPEP1 không bị chỉnh sửa sau quá trình dịch mã bởi sự hydroxi hóa hay glycosi hóa. Sáu paralog của polypeptit tiền thân đã được phát hiện ở A. thaliana cũng như các ortholog ở nho, lúa, ngô, lúa mì, đại mạch, đậu tương, linh lăng và bạch dương, mặc dù hoạt động của các ortholog này chưa được kiểm chứng khi xét nghiệm. Các cấu trúc được dự báo của các paralog trong AtPEP1 thay đổi trong loài A. thaliana nhưng đều chứa một motif trình tự SSGR/KxGxxN. Các ortholog được xác định ở các loài khác có sự thay đổi cao hơn nhưng vẫn chứa các thành phần của motif trình tự trên.

## Cục bộ hóa và các chất tiền thân
Systemin và AtPEP1 được tìm thấy ở cytosol trong tế bào. Chất tiền thân tạo nên systemin ở cà chua được phiên mã ra thành một polypeptit gồm 200 amino acid. Polypeptit này không bao gồm cấu trúc tín hiệu chính thức cho thấy dấu hiệu rằng nó được tổng hợp từ các ribosome tự do trong cytosol. Chất tiền thân tạo nên AtPEP1 là một polypeptit gồm 92 amino acid và cũng thiếu một cấu trúc tín hiệu. Ở cà chua, ARN thông tin mã hóa chất tiền thân của systemin có mặt ở mức độ rất thấp trong các lá không bị thương nhưng tích lũy lại khi chữa lành vết thương, chủ yếu ở những tế bào bao quanh các rây trên vỏ cây, ở trong các bó mạch của hệ thống mạch ở giữa. Chất tiền thân này chỉ tích lũy ở các tế bào nhu mô của lá cà chua sau khi chữa lành vết thương. Chất tiền thân của systemin ở khoai tây cũng được cục bộ hóa theo cách tương tự, cho thấy dấu hiệu rằng chúng có cùng quy tắc loại-tế-bào-riêng-biệt ở cả hai loài.
Các chất tiền thân của systemin và AtPEP1 đều được tạo để sinh sản một peptit có hiệu lực từ cổng C của chất tiền thân. Có giả thuyết cho rằng ProAtPEP1 được tạo thành từ KHÁNG THỂ THÀNH LẬP 1 (CONSTITUTIVE DISEASE RESISTANCE 1), một protease từ acid aspartic và có tính tách nhựa. Chất tiền thân của HypSy được tạo thành nhiều hơn một peptit có hiệu lực. Ở cây thuốc lá, HypSy được tạo thành 2 peptit, trong khi đó ở cây dạ yên thảo thì là 3 và ở củ khoai ngọt thì có thể là 6. Có độ dài lên tới 291 amino acid, chất tiền thân của HypSy ở củ khoai ngọt là chất tiền thân dài nhất. Việc sản xuất nhiều peptit phát tín hiệu từ một chất tiền thân là một thuộc tính quen thuộc ở động vật.

### Sản xuất peptit ở chất tiền thân
Vào năm 1994, systemin ở cà chua được phát hiện có gắn kết một protein có khối lượng mô 50KDa ở màng tế bào cà chua. Protein có cấu trúc tương tự với các protease của nhóm protein kích hoạt prohormone giống với Kex2p. Điều này dẫn Schaller và Ryan tới giả thuyết rằng protein đó không phải là thụ thể; nó chỉ có liên quan tới quá trình xử lý ProSys sang dạng hoạt tính, hoặc quá trình suy thoái của Sys. Các dạng sợi tổng hợp của systemin cà chua, với các amino acid được thay thế ở nơi được cho là điểm phân tách chất hóa học duy trì ổn định ở trong tế bào lâu hơn các systemin ở dạng cơ bản. Những nghiên cứu sau đó chưa thể tìm thấy các enzyme đóng góp vào quá trình sản xuất ProSys. Protein khối lượng mô 50KDa không được nghiên cứu thêm, và gen đó cho đến nay chưa được xác định.

## Thụ thể
Một số phần cực nhỏ systemin cà chua có hiệu lực, ở đó các phần peptit khối lượng cấp femto nhưng đủ để tạo một phản ứng trên toàn bộ thực vật, nhờ đó mà nó được gọi là một trong những chất kích hoạt gen mạnh nhất từng được xác minh. Một thụ thể của systemin cà chua được xác minh là một thụ thể lặp giàu leucine có khối lượng mô là 160KDa giống với kinase (LRR-RLK), có mã là SR160. Sau khi được tách, nó có cấu trúc tương đồng với thụ thể BRI1 ở loài A. thaliana, thụ thể ràng buộc các brassinolide trên màng tế bào. Đây là thụ thể đầu tiên được tìm thấy có khả năng kết nối cả steroid và ligand peptit, cũng có liên quan tới các phản ứng phòng vệ và phát triển. Các nghiên cứu gần đây phát hiện ra rằng kết luận lúc trước về việc BRI1 là thụ thể của systemin cà chua là không đúng. Ở các dị biến cu3 của cà chua, một alen trống với sự xuất hiện của codon dừng trong vùng LRR ngoại bào của BR1 ngăn cho thụ thể không thể được cục bộ hóa đúng cách; alen này cũng thiếu vùng kinase, vốn cần có trong quá trình ra tín hiệu. Những dị biến này không nhạy bén với brassinolide nhưng vẫn phản hồi với systemin cà chua bằng cách sản xuất ra các chất ức chế protease và tạo ra một phản ứng alkaline hóa. Điều này khiến Holton et al. gợi ý rằng có một cơ chế khác mà ở đó systemin được lĩnh hội. Những tìm hiểu kỹ càng hơn cho thấy rằng sự gắn kết của systemin tới thụ thể BRI1 không khiến thụ thể này bị phosphor hóa, như khi các brassinolide gắn kết, dẫn tới gợi ý rằng việc này không tải nạp tín hiệu gì. Khi BRI1 bị tắt ở cà chua, các cây trở nên giống với biến thể cu3 ở kiểu hình tuy nhiên vẫn có thể phản ứng với systemin bình thường, khẳng định quan điểm rằng BRI1 không phải là thụ thể systemin.
Vào năm 1994, systemin cà chua được phát hiện là có kết dính với một protein có khối lượng mô 50KDa ở thành tế bào cà chua. Protein này có cấu trúc giống với các protease của prohormone convertase giống Kex2p. Điều này dẫn Schaller và Ryan tới giả thiết rằng đây không phải là thụ thể, thay vào đó liên quan tới việc sản xuất ProSys ở dạng hoạt tính, hay là sự suy thoái của Sys. Những dạng thức tổng hợp của systemin cà chua, với các amino acid thay thế ở điểm phân tách dibasic được dự đoán, vẫn ổn định trong quá trình nuôi cấy tế bào lâu hơn systemin ở dạng tự nhiên. Các nghiên cứu về sau này có lưu ý rằng các enzym chịu trách nhiệm cho việc ProSys chưa thể xác định. Chưa có nghiên cứu nào thêm về protein khối lượng mô 50KDa cho tới nay, và gen cũng chưa được xác định.
Hiện vẫn chưa có thụ thể nào của HypSys được phát hiện và báo cáo, nhưng một số nhà khoa học cho rằng chúng được hấp thụ ở thành tế bào thông qua một LRR-RLK.
Thụ thể của AtPep1 được xác định là một LRR-RLK có khối lượng mô 170KDa được đặt tên là AtPEPR1. AtPep1 hoạt động ở mức nồng độ 0.1 nano-mol và khi thụ thể bão hòa ở mức 1nM. Phân tích cấu trúc của AtPEPR1 cho hấy đây là thành viên thuộc phân họ LRR XI của LRR-RLK trong cây A. thaliana, bao gồm thụ thể của một hóc-môn peptit khác là CLAVATA3. Việc nuôi cấy tế bào cây thuốc lá với AtPEPR1 cho phép chúng phản hồi với AtPep1 trong quá trình kiểm nghiệm sự kiềm hóa, trong khi tế bào cây thuốc lá thông thường không cho phản hồi đó xảy ra. Kinase thụ thể thứ nhất gắn với BRI-1 là một LRR-LRK tìm thấy trong cây A. thaliana, vốn được đề xuất hoạt động giống như một protein chuyển đổi cần cho việc hoạt động bình thường như các RLK khác. Kiểm nghiệm hỗn hợp đôi ở nấm lai cho thấy AtPEPR1 và analog gần nhất với nó, AtPEPR2 có tương tác với BAK1.

## Truyền tín hiệu
Sự truyền tín hiệu ở systemin diễn ra khi peptit có liên kết với thụ thể của nó, cho đến nay đã được khoa học khám phá một phần. Axit jasmonic là thành phần thiết yếu, mặc dù xuất hiện muộn trong systemin và đường truyền tín hiệu vết thương. Ở cà chua, tín hiệu được tải từ thụ thể bởi các protein kinases được kích hoạt mitogen (gọi tắt là MAPK). Việc tắt hai MAPK là MPK1 và MPK2 ở cà chua sẽ tác động tới phản ứng phòng vệ của chúng trước ấu trùng so với các cây hoang dã khác. Tắt các gen này cũng làm giảm lượng axit jasmonic và các gen phòng vệ phụ thuộc vào axit jasmonic. Khi cung cấp methyl jasmonate vào các cây này, các gen bị tắt được giải cứu; điều này cho thấy rằng các jasmonate là tín hiệu tạo ra thay đổi ở biểu hiện gen. Sự kiềm hóa apoplast là tác dụng sau cuối của việc truyền tín hiệu được xử lý bởi các MAPK. Việc cung cấp fusicoccin, chất kích hoạt H+ ATPase được gây ức chế bởi systemin vẫn sẽ kích hoạt các MAPK, mặc dù độ pH của apoplast không thay đổi.
Trong vòng vài phút của quá trình nhận thức systemin, nồng độ cytosolic Ca2+ tăng và axit linolenic được giải phóng từ màng tế bào và enzyme phospholiphase được kích hoạt. Axit linolenic được chuyển đổi sang axit jasmonic thông qua đường octadecanoid, và axit jasmonic kích hoạt các gen phòng vệ. Việc tạo ra methyl jasmonate được tạo ra bởi các systemin và cũng sắp đặt các gen ở chất tiền thân của systemin, tạo nên một vòng lặp thông tin phản hồi, qua đó khuếch đại tín hiệu phòng vệ. Methyl jasmonate dễ bay hơi, vì thế nó có thể kích hoạt khả năng đề kháng ở những cây xung quanh, chuẩn bị phòng thủ để phản công. Những biến cố truyền tín hiệu này cũng tương đồng với phản hồi miễn dịch viêm nhiễm thông qua cytokine ở động vật. Khi phản ứng miễn dịch được kích hoạt ở động vật, các MAPK được kích hoạt, và cùng với đó các enzyme phospoliphase cũng được kích hoạt theo. Các chất béo ở màng tế bào được chuyển thành axit arachidonic, rồi chuyển thành prostaglandin, vốn tương đồng với axit jasmonic. Cả hai con đường đều có thể bị chặn bởi suramin.
Các thí nghiệm ban đầu với systemin được dán nhãn phóng xạ ở cà chua cho thấy chúng được vận chuyển qua nhựa ở vỏ cây cà chua; từ đó các nhà khoa học cho rằng systemin đóng vai trò phát tín hiệu hệ thống giúp kích hoạt khả năng đề kháng cần có. Giả thuyết đó dã được kiểm chứng bởi các thí nghiệm cấy ghép; qua các thí nghiệm đó, các đột biến chưa đầy đủ ở quá trình nhận dạng và sinh tổng hợp axit jasmonic không có khả năng kích hoạt khả năng đề kháng cần có. Axit jasmonic giờ được xem là tín hiệu toàn hệ thống và systemin tăng khả năng phản ứng ở các ống chuyển để tổng hợp axit jasmonic.

## Chức năng

### Phòng vệ
Systemin có một vai trò quan trọng trong việc phát tín hiệu phòng vệ ở cà chua. Nó thúc đẩy sự tổng hợp của hơn 20 loại protein có liên quan tới phòng vệ, chủ yếu là các protein phản dinh dưỡng nhằm phát tín hiệu qua các mạch protein và protease. Biểu hiện quá ngưỡng của prosystemin tạo nên sự giảm thiểu đáng kể sự phá hủy của sâu non, qua đó biểu thị rằng bảo vệ tổ chức ở cấp độ cao vượt qua vượt qua cơ chế phòng vệ kích thích. Tuy nhiên, hiệu lực liên tục của prosystemin hao tốn nhiều năng lượng, ảnh hưởng tới sự phát triển, sinh lý học và hiệu quả sinh sản ở cây cà chua. Khi systemin không hoạt động, việc sản xuất các chất ức chế protease ở cà chua bị ảnh hưởng nghiêm trọng, và ấu trùng ăn cây sẽ lớn gấp ba lần. HypSys gây ra những thay đổi tương tự ở biểu hiện kiểu gen ở cây thuốc lá. Một ví dụ cho việc này là hoạt động polyphenol oxidase; chúng tăng cường gấp mười lần ở lá cây thuốc lá, và các chất ức chế protease tạo ra một lượng thâm hụt chymotripsin lên tới 30% trong vòng 3 ngày gây ra vết thương. Khi HypSys biểu hiện quá ngưỡng ở cây thuốc lá, sâu non ăn cây trên các cây chuyển đổi gen tăng 50% khối lượng sau 10 ngày ở trên cây so với những cây khác cùng loài. Nồng độ hydro peroxide tăng ở trong các mô mạch khi quá trình sản xuất systemin, HypSys và AtPep1 được tạo ra và cũng nằm trong quá trình kháng thuốc được hấp thụ ở mức độ hệ thống.
Các cây cà chua có biểu hiện systemin quá ngưỡng cũng tích lũy HypSys, nhưng nếu chất tiền thân của systemin không hoạt động thì sự tích lũy sẽ không xảy ra. Điều này cho thấy rằng, ở cây cà chua, HypSys được kiểm soát bởi systemin. Ba peptit HypSys ở cây cà chua có khả năng kích hoạt quá trình tổng hợp và tích lũy các chất ức chế protease. Khi HypSys không hoạt động, quá trình sản xuất các chất ức chế protease vốn xảy ra khi cây bị thương sẽ bị giảm đi một nửa so với các cây thực vật hoang dã; điều này cho thấy rằng cả systemin và HypSys đều cần thiết để tạo ra phản ứng phòng vệ đủ mạnh chống lại các loài thú ăn cây cà chua.
Khi được đưa vào các cuống lá bị cắt ở cây dạ yên thảo (Petunia), HypSys không tạo ra được quá trình sản xuất các chất ức chế protease; thay vào đó HypSys tăng biểu hiện của defensin - một gen tạo ra protein có chức năng tạo các lỗ ở các màng vi khuẩn khi được chèn vào. Biểu hiện của defensin cũng được kích thích bởi AtPEP1.
Các cây cà chua có biểu hiện systemin quá ngưỡng sản xuất các hợp chất hữu cơ dễ bay hơi (còn gọi là VOC) hơn các cây thông thường, qua đó hấp dẫn các loài ong ký sinh trùng. Systemin cũng mở rộng biểu hiện gen có liên quan đến việc sản xuất các VOC hoạt tính về mặt sinh học. Phản ứng đó trở nên quan trọng trong trường hợp các hệ thống phòng vệ phi dinh dưỡng trở nên có hiệu quả, vì khi không có các loài thú săn mồi, những loài côn trùng đang phát triển sẽ ăn nhiều thành phần của cây để hoàn tất giai đoạn phát triển. Việc sản sinh VOC có thể được mở rộng theo nhiều cách khác nhau, bao gồm cách sử dụng oxylipin để tổng hợp các aldehyde và alcohol của axit jasmonic có chức năng làm vết thương lành lại.
Các AtPep khác nhau có thể giúp A. thaliana phân biệt các mầm bệnh khác nhau. Khi nhiễm phải nấm, oomycete (còn gọi là khuôn nước) và vi khuẩn, sự gia tăng ở biểu hiện AtPep thay đổi tùy theo mầm bệnh. Việc A. thaliana biểu hiện quá ngưỡng AtProPep 1 giúp loài này kháng lại oomycete Phythium irregulare tốt hơn.
Vô hiệu hóa systemin không làm ảnh hưởng đến khả năng phòng thú ăn cỏ của cây bạch anh; các cây bị vô hiệu hóa sản sinh ra nhiều sinh khối trên mặt đất và cho quả mọng hơn so với các cây thông thường. Đối với thú ăn cỏ, systemin ở cây bạch anh bị thoái hóa, không mạnh như các peptit khác, vốn được tăng cường khi có thú ăn cỏ. HypSys, ngược lại, được tăng cường và giúp khởi động việc sản xuất các chất ức chế protease. Sự thoái hóa ở systemin gắn liền với hiện tượng tăng khối lượng gốc, nhưng không làm giảm khối lượng cành. Điều này cho thấy systemin có thể gây ra những thay đổi mang tính phát triển nhờ vào thú ăn cỏ. cho phép cây có thể chịu đựng thay vì kháng lại cuộc tấn công. Rễ cây cà chua cũng bị ảnh hưởng bởi systemin cà chua, thể hiện qua việc tỉ lệ tăng trưởng ở rễ tỉ lệ thuận với nồng độ systemin cà chua. Bằng việc phân bổ nhiều dưỡng chất vào rễ, các cây cà chua bị tấn công được cho là trữ một lượng carbon nhất định để tăng trưởng trở lại sau cuộc tấn công. Việc AtPEP1 biểu hiện quá ngưỡng cũng làm tăng sinh khối ở rễ và cành ở cây A. Thaliana.

### Kháng áp lực phi sinh sản
Biểu hiện quá ngưỡng của systemin và HypSys được phát hiện có thể cải thiện sức chịu đựng của cây đối với áp lực phi sinh sản, bao gồm áp lực mặn và bức xạ UV. Khi prosystemin có biểu hiện quá ngưỡng ở cây cà chua, các cây biến đổi gen có độ dẫn khí khổng thấp hơn các cây bình thường. Khi sinh trưởng trong điều kiện ngập mặn, các cây biến đổi gen có độ dẫn khí khổng cao hơn, nồng độ axit abscisic và proline trong lá cao hơn, cùng với đó là sinh khối cao hơn. Những phát hiện này cho thấy rằng systemin có thể đã cho phép cây thích ứng với áp lực mặn hiệu quả hơn, hoặc giúp cây tiếp nhận một môi trường ít áp lực hơn. Tương tự, những cây cà chua bị tổn thương dễ bị làm hại bởi áp lực mặn hơn là các cây không bị tổn thương. Điều này có thể là do việc bị tổn thương làm giảm sự phát triển của cây, dẫn đến việc các ion độc hại bị hấp thu vào rễ. Một phân tích về các thay đổi ở kiểu gen gây ra bởi muối phát hiện ra rằng các khác biệt giữa các cây biến đổi gen và các cây thông thường không được gây ra bởi các thay đổi từ các cách tạo áp lực mặn thông thường. Thay vào đó, việc kích hoạt phương thức axit jasmonic được cho là đã tạo ra một trạng thái sinh lý không chỉ đưa các chất vào quy trình sản xuất các hợp chất có thể kháng lại sâu bệnh, mà còn giúp cây có khả năng thích ứng, giảm thiểu tối đa khả năng bị mất nước. Những hiệu ứng này có được bởi việc điều chỉnh việc sản xuất các hormone và các chất chuyển hóa theo hướng tiêu cực, khiến cây phải cung cấp nhiều tài nguyên hơn để chống lại hiện tượng mất nước, một hiệu ứng phụ được gây ra bởi các loài thú ăn cỏ.
Các cây được nuôi dưới ánh sáng tử ngoại có khả năng chống chịu thuốc diệt cỏ cao hơn so với các cây được nuôi thông qua các bộ lọc bức xạ. Khi các cây cà chua được phơi dưới xung bức xạ tử ngoại, sau đó bị hại và làm cho yếu đi, các chất ức chế protease được tích trữ khắp toàn bộ cây. Với các cây này, chỉ một trong hai việc trên sẽ không đủ để tạo nên việc tích trữ chất ức chế protease có hệ thống. Việc nuôi cấy tế bào cà chua cũng cho phản ứng tương tự, với việc systemin và ánh sáng tử ngoại làm việc cùng nhau để tạo ra MAPK. Các xung tử ngoại ngắn cũng gây ra sự kiềm hóa cho môi trường nuôi cấy.

### Phát triển
Ở loài Nicotiana attenuata, HypSys được biết đến là không có liên quan đến sự phòng vệ chống lại các côn trùng ăn cỏ. Việc vô hiệu hóa và biểu hiện quá ngưỡng không ảnh hưởng đến hiệu quả hấp thụ của sâu con, nếu so sánh với các cây thông thường khác. Nhà khoa học Berger B. Baldwin đã thử vô hiệu hóa HypSys và phát hiện ra rằng nó gây ra các thay đổi đối với hình thái của hoa; điều này làm giảm độ hiệu quả của việc tự thụ phấn. Các hoa được thí nghiệm có nhụy mọc vươn ra ngoài tiểu nhị, một kiểu hình đặc biệt đối với các cây bị vô hiệu hóa CORONATIVE-SENSITIVE1, vốn bị thiếu thụ thể jasmonate. Mức jasmonate đo được trong các hoa thấp hơn so với các cây bình thường khác. Những nhà nghiên cứu cho rằng các peptit HypSys ở N. attenuata đã được đa dạng hóa từ chức năng cơ bản của chúng, từ các peptit liên quan đến việc phòng vệ thành các peptit tham gia vào việc điều khiển hình thái ở hoa. Quá trình báo hiệu vẫn được giữ nguyên, nhờ vào các jasmonate.
Systemin cũng làm gia tăng việc phát triển rễ ở loài Solanum pimpinelifolium, qua đó hé lộ thêm về vai trò của chất này trong việc sinh trưởng của cây.